# Гуадаррама (Мадрид)
Гуадаррама (ісп. Guadarrama) — муніципалітет в Іспанії, у складі автономної спільноти Мадрид. Населення — 15 155 осіб (2010).
Муніципалітет розташований на відстані близько 43 км на північний захід від Мадрида.
На території муніципалітету розташовані такі населені пункти: (дані про населення за 2010 рік)
- Лас-Кабесуелас: 1819 осіб
- Гуадаррама: 12422 особи
- Таблада: 133 особи
- Ла-Хароса: 2 особи
- Ла-Мата: 28 осіб
- Матаррубія: 623 особи
- Лос-Негралес: 128 осіб

## Демографія
Динаміка населення (INE ):

## Галерея зображень

Розташування муніципалітету у автономній спільноті Мадрид